# The Strand Magazine

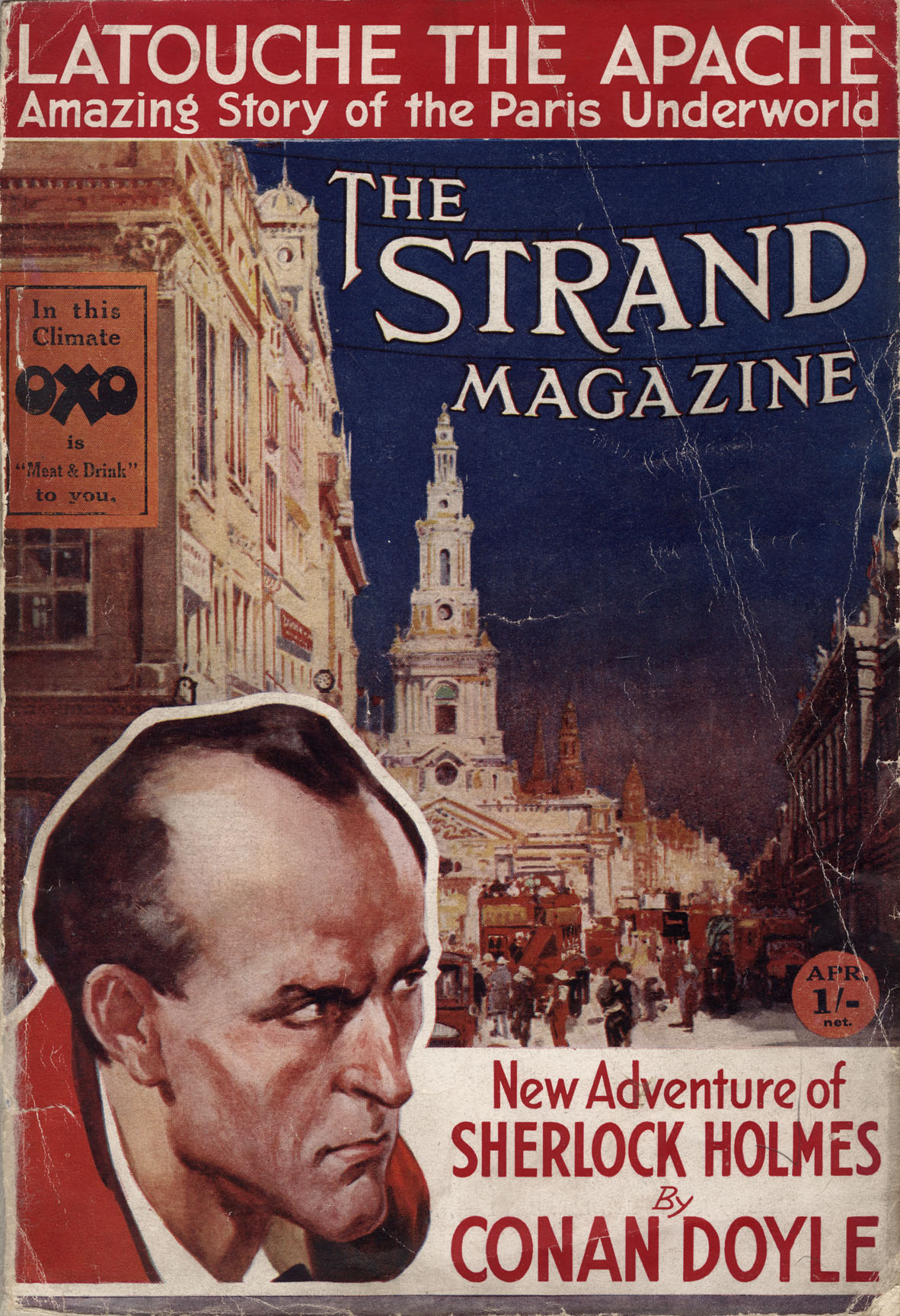

The Strand Magazine foi uma revista britânica fundada por George Newnes em 1890 sob o slogan "uma revista mensal de seis pence mas que vale um xelin". A revista, na época, custava a metade do preço das outras revistas mensais, apesar de sentir o relevante peso de seu custo de produção. Seu conteúdo, no início, abordava temas da atualidade da época e contos seriados de ficção, escritos por autores hoje mundialmente famosos como Graham Greene, Agatha Christie, Rudyard Kipling, G. K. Chesterton, Leo Tolstoy, Georges Simenon e Sir Arthur Conan Doyle, este último, considerado o mais importante autor da história da revista.
A importância de Sir Arthur Conan Doyle para a Strand está ligada à publlicação de seus contos de aventuras do detetive Sherlock Holmes. Em sua edição de Julho de 1891, a revista publicou Um escândalo na Boêmia (A Scandal in Bohemia), o que foi um grande sucesso entre os leitores, fazendo com que a circulação da revista aumentasse consideravelmente, assim como a popularidade de Conan Doyle. Nessa ocasião, Conan Doyle já havia publicado seus dois romances iniciais sobre Sherlock Holmes (Um estudo em vermelho e O signo dos quatro), mas sem a mesma repercussão dos contos que publicou a partir de então. De meados de 1891 até 1930, ano da morte de Conan Doyle, quase todas as edições da Strand tinham pelo menos um conto ou artigo do autor.
As adversidades conseqüentes da Segunda Guerra Mundial trouxeram tempos difíceis para a Strand, aumentando o custo de produção e diminuindo a circulação. Isso obrigou os editores a reduzirem o tamanho da revista, o que, mais tarde, não impediu a mesma de afundar em profunda crise financeira. Em Março de 1950 foi forçada a parar a publicação.
Em 1998, quase meio século depois, a revista retornou à ativa, mesclando publicação de contos de autores consagrados e outros menos conhecidos
Strand Magazine